# Benjamim Zambraia e o Autopanóptico

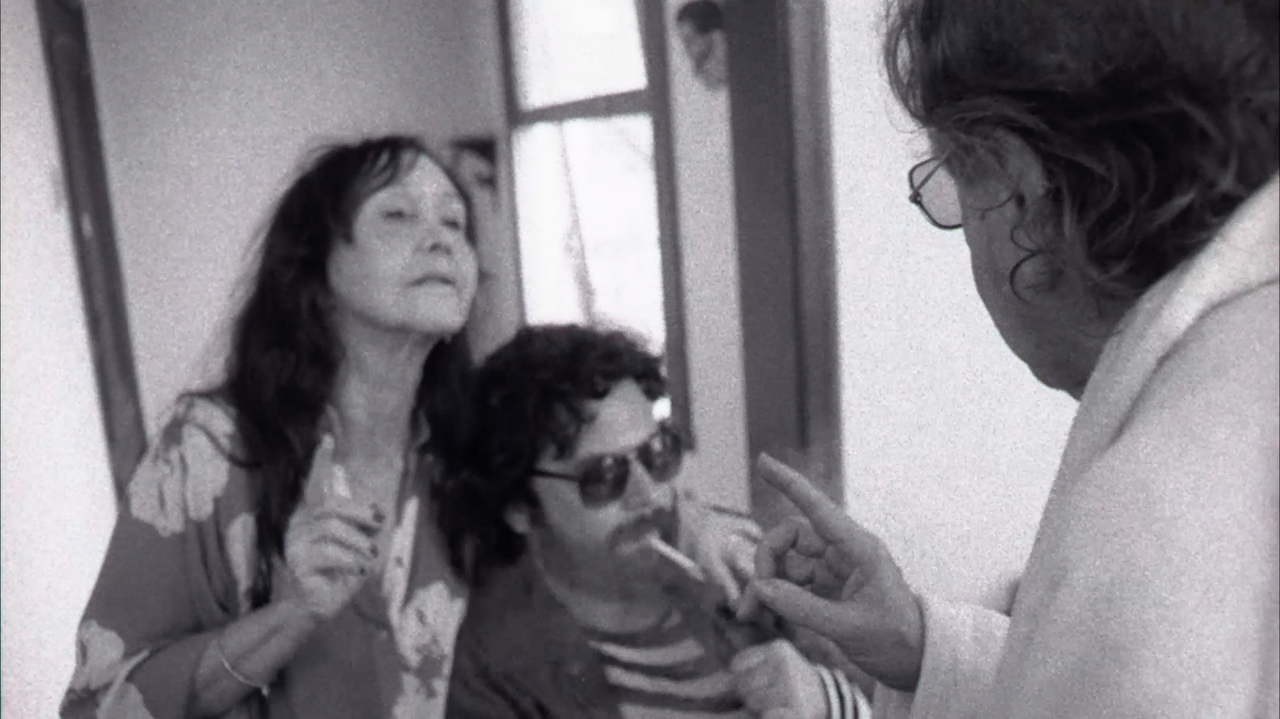
Helena Ignez, Felipe Cataldo e Octávio Terceiro em cena do filme Benjamim Zambraia e o Autopanóptico.

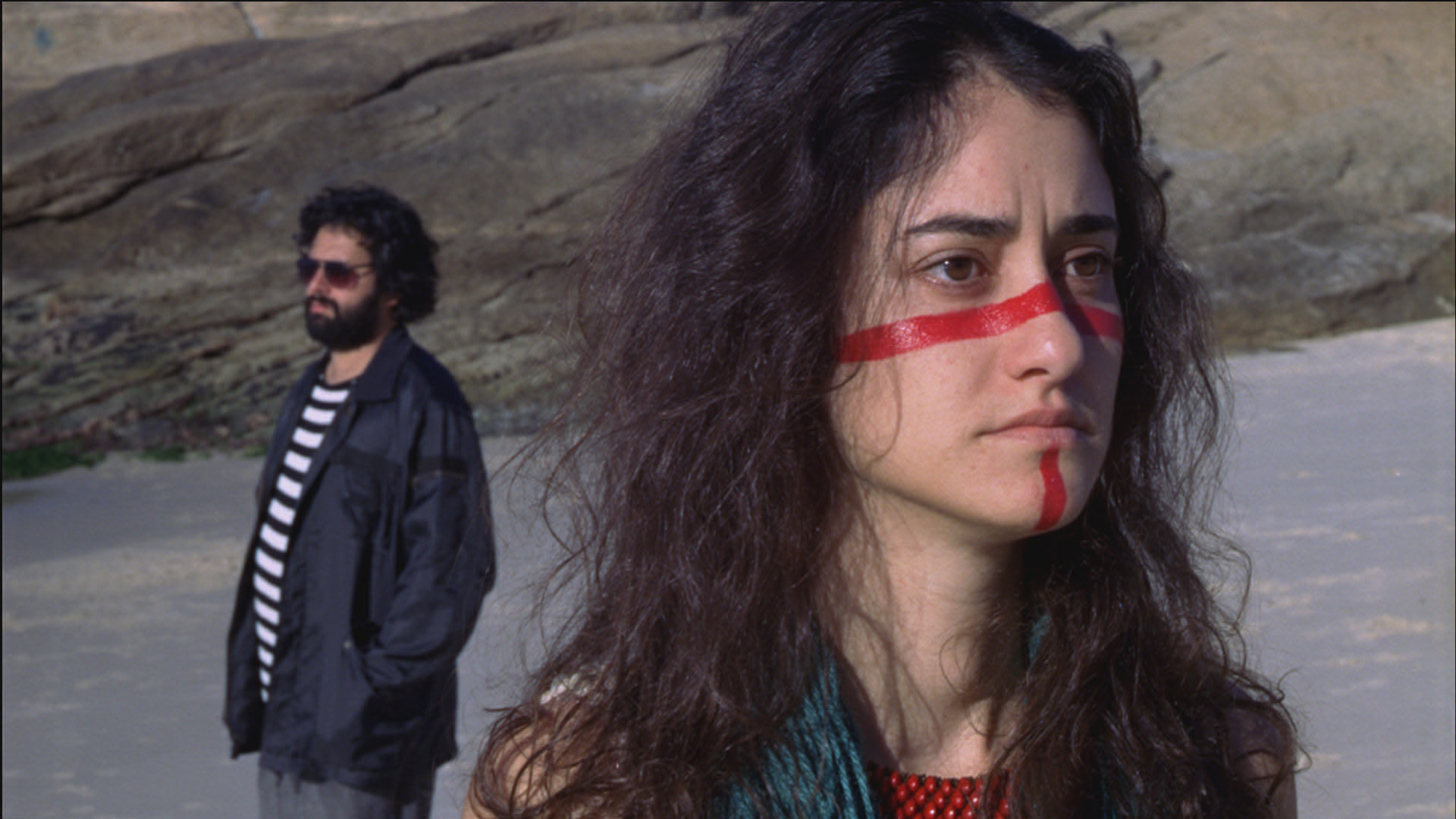
Barbara Vida e Felipe Cataldo em cena do filme Benjamim Zambraia e o Autopanóptico.

Benjamim Zambraia e o Autopanóptico  é um filme escrito e dirigido por Felipe Cataldo que foi lançado em dezembro de 2020 no Festival de Brasília do Cinema Brasileiro . Participou do Marché du Film no Festival de Cannes 2021. Recebeu a Menção Especial do Juri no Festival Internacional  de Cine Cannábico (FICC) em Montevidéu, Uruguai em 2022  e Menção Honrosa no Cinemaking International Film Festival em Bangladesh em 2021 . Integrou a seleção oficial dos seguintes festivais: Noble International Film Festival and Awards (Índia), Lift-Off Sessions (EUA), Filmoptico - International Visual Arts and Film Festival (Espanha), Panorama Internacional Coisa de Cinema , Festival Ecrã de Experimentações Audiovisuais , Festival RECINE,  e 1666 - Festival Internacional de Cinema 16mm .

## Referencias
1. ↑  https://www.imdb.com/title/tt14781530/?ref_=nv_sr_srsg_1
2. ↑  https://www.estadao.com.br/cultura/p-de-pop/transborda-cinema-de-invencao-em-brasilia/
3. ↑  https://www.cannabisesaude.com.br/festival-cine-cannabico/
4. ↑  https://www.cinemaking.org/edition/edition-2021/awards-2021/award-winner-2021/
5. ↑  «Benjamim Zambraia e o Autopanóptico». XVIII Panorama Internacional Coisa de Cinema. Consultado em 28 de fevereiro de 2023
6. ↑  Velloso, Vitor (18 de julho de 2021). «Benjamim Zambraia e o Autopanóptico | Crítica». Vertentes do Cinema. Consultado em 26 de fevereiro de 2023
7. ↑  «BENJAMIM ZAMBRAIA E O AUTOPANÓPTICO – Mundo em Foco». Consultado em 28 de fevereiro de 2023